# Lijst van planetoïden 16001-16100
Dit is een lijst van planetoïden 16001-16100. Voor de volledige lijst zie de lijst van planetoïden.
Stand per 01 mei 2023. Afgeleid uit data gepubliceerd door het Minor Planet Center.
| Naam                    | Voorlopige naamgeving | Datum ontdekking  | Ontdekker                            |
| ----------------------- | --------------------- | ----------------- | ------------------------------------ |
| (16001) -               | 1999 AY21             | 15 januari 1999   | K. Korlević                          |
| (16002) Bertin          | 1999 AM24             | 15 januari 1999   | ODAS                                 |
| (16003) -               | 1999 BX2              | 19 januari 1999   | T. Kobayashi                         |
| (16004) -               | 1999 BZ3              | 20 januari 1999   | K. Korlević                          |
| (16005) -               | 1999 BP7              | 21 januari 1999   | K. Korlević                          |
| (16006) -               | 1999 BJ9              | 22 januari 1999   | K. Korlević                          |
| (16007) Kaasalainen     | 1999 BC11             | 20 januari 1999   | ODAS                                 |
| (16008) -               | 1999 CV               | 5 februari 1999   | T. Kobayashi                         |
| (16009) -               | 1999 CM8              | 13 februari 1999  | T. Kobayashi                         |
| (16010) -               | 1999 CG14             | 13 februari 1999  | K. Korlević                          |
| (16011) -               | 1999 CM16             | 6 februari 1999   | K. Korlević                          |
| (16012) Jamierubin      | 1999 CG19             | 10 februari 1999  | LINEAR                               |
| (16013) Schmidgall      | 1999 CX38             | 10 februari 1999  | LINEAR                               |
| (16014) Sinha           | 1999 CB47             | 10 februari 1999  | LINEAR                               |
| (16015) Snell           | 1999 CK47             | 10 februari 1999  | LINEAR                               |
| (16016) Boylan          | 1999 CB54             | 10 februari 1999  | LINEAR                               |
| (16017) Street          | 1999 CX65             | 12 februari 1999  | LINEAR                               |
| (16018) -               | 1999 CJ67             | 12 februari 1999  | LINEAR                               |
| (16019) Edwardsu        | 1999 CL69             | 12 februari 1999  | LINEAR                               |
| (16020) Tevelde         | 1999 CA76             | 12 februari 1999  | LINEAR                               |
| (16021) Caseyvaughn     | 1999 CG81             | 12 februari 1999  | LINEAR                               |
| (16022) Wissnergross    | 1999 CJ86             | 10 februari 1999  | LINEAR                               |
| (16023) Alisonyee       | 1999 CV93             | 10 februari 1999  | LINEAR                               |
| (16024) -               | 1999 CT101            | 10 februari 1999  | LINEAR                               |
| (16025) -               | 1999 CA104            | 12 februari 1999  | LINEAR                               |
| (16026) Victoriapidgeon | 1999 CM118            | 13 februari 1999  | LINEAR                               |
| (16027) -               | 1999 DV1              | 18 februari 1999  | NEAT                                 |
| (16028) Anushree        | 1999 DC6              | 17 februari 1999  | LINEAR                               |
| (16029) -               | 1999 DQ6              | 20 februari 1999  | LINEAR                               |
| (16030) -               | 1999 FS3              | 19 maart 1999     | D. K. Chesney                        |
| (16031) -               | 1999 FJ10             | 20 maart 1999     | R. G. Sandness                       |
| (16032) -               | 1999 FU30             | 19 maart 1999     | LINEAR                               |
| (16033) -               | 1999 FT32             | 24 maart 1999     | K. Korlević                          |
| (16034) Prechoudhary    | 1999 FW32             | 24 maart 1999     | LINEAR                               |
| (16035) Sasandford      | 1999 FX32             | 24 maart 1999     | LONEOS                               |
| (16036) Moroz           | 1999 GV8              | 10 april 1999     | LONEOS                               |
| (16037) Sheehan         | 1999 GX8              | 10 april 1999     | LONEOS                               |
| (16038) -               | 1999 GD18             | 15 april 1999     | LINEAR                               |
| (16039) Zeglin          | 1999 GH18             | 15 april 1999     | LINEAR                               |
| (16040) -               | 1999 GN18             | 15 april 1999     | LINEAR                               |
| (16041) -               | 1999 GM19             | 15 april 1999     | LINEAR                               |
| (16042) -               | 1999 GA20             | 15 april 1999     | LINEAR                               |
| (16043) Yichenzhang     | 1999 GP23             | 6 april 1999      | LINEAR                               |
| (16044) Kurtbachmann    | 1999 GW24             | 6 april 1999      | LINEAR                               |
| (16045) -               | 1999 HU2              | 22 april 1999     | Beijing Schmidt CCD Asteroid Program |
| (16046) Gregnorman      | 1999 JK               | 5 mei 1999        | J. Broughton                         |
| (16047) -               | 1999 JG10             | 8 mei 1999        | CSS                                  |
| (16048) Eddiedai        | 1999 JU23             | 10 mei 1999       | LINEAR                               |
| (16049) D'Amore         | 1999 JS32             | 10 mei 1999       | LINEAR                               |
| (16050) -               | 1999 JN35             | 10 mei 1999       | LINEAR                               |
| (16051) Bernero         | 1999 JF36             | 10 mei 1999       | LINEAR                               |
| (16052) -               | 1999 JX36             | 10 mei 1999       | LINEAR                               |
| (16053) Brennan         | 1999 JA40             | 10 mei 1999       | LINEAR                               |
| (16054) -               | 1999 JP55             | 10 mei 1999       | LINEAR                               |
| (16055) Dellisanti      | 1999 JQ56             | 10 mei 1999       | LINEAR                               |
| (16056) -               | 1999 JN75             | 6 mei 1999        | LINEAR                               |
| (16057) -               | 1999 JO75             | 6 mei 1999        | LINEAR                               |
| (16058) Doshi           | 1999 JP75             | 6 mei 1999        | LINEAR                               |
| (16059) Marybuda        | 1999 JV86             | 12 mei 1999       | LINEAR                               |
| (16060) Dahliadry       | 1999 JZ89             | 12 mei 1999       | LINEAR                               |
| (16061) -               | 1999 JQ117            | 13 mei 1999       | LINEAR                               |
| (16062) Buncher         | 1999 NR36             | 14 juli 1999      | LINEAR                               |
| (16063) -               | 1999 NV36             | 14 juli 1999      | LINEAR                               |
| (16064) Davidharvey     | 1999 RH27             | 5 september 1999  | CSS                                  |
| (16065) Borel           | 1999 RE35             | 11 september 1999 | P. G. Comba                          |
| (16066) Richardbressler | 1999 RN39             | 8 september 1999  | CSS                                  |
| (16067) Brandonfan      | 1999 RA47             | 7 september 1999  | LINEAR                               |
| (16068) Citron          | 1999 RN86             | 7 september 1999  | LINEAR                               |
| (16069) Marshafolger    | 1999 RS95             | 7 september 1999  | LINEAR                               |
| (16070) Charops         | 1999 RB101            | 8 september 1999  | LINEAR                               |
| (16071) -               | 1999 RW125            | 9 september 1999  | LINEAR                               |
| (16072) -               | 1999 RE128            | 9 september 1999  | LINEAR                               |
| (16073) Gaskin          | 1999 RK129            | 9 september 1999  | LINEAR                               |
| (16074) Georgekaplan    | 1999 RR129            | 9 september 1999  | LINEAR                               |
| (16075) Meglass         | 1999 RL130            | 9 september 1999  | LINEAR                               |
| (16076) Barryhaase      | 1999 RV131            | 9 september 1999  | LINEAR                               |
| (16077) Arayhamilton    | 1999 RK157            | 9 september 1999  | LINEAR                               |
| (16078) Carolhersh      | 1999 RG177            | 9 september 1999  | LINEAR                               |
| (16079) Imada           | 1999 RP181            | 9 september 1999  | LINEAR                               |
| (16080) Danielfeng      | 1999 RX184            | 9 september 1999  | LINEAR                               |
| (16081) -               | 1999 SR15             | 30 september 1999 | CSS                                  |
| (16082) -               | 1999 TR5              | 2 oktober 1999    | K. Korlević, M. Jurić                |
| (16083) Jorvik          | 1999 TH12             | 12 oktober 1999   | J. Tichá, M. Tichý                   |
| (16084) -               | 1999 TY18             | 12 oktober 1999   | Črni Vrh                             |
| (16085) Laffan          | 1999 TM27             | 3 oktober 1999    | LINEAR                               |
| (16086) -               | 1999 TF90             | 2 oktober 1999    | LINEAR                               |
| (16087) Rhythmgarg      | 1999 TR102            | 2 oktober 1999    | LINEAR                               |
| (16088) Jessgoldstein   | 1999 TJ121            | 4 oktober 1999    | LINEAR                               |
| (16089) Lamb            | 1999 TG147            | 7 oktober 1999    | LINEAR                               |
| (16090) Lukaszewski     | 1999 TN147            | 7 oktober 1999    | LINEAR                               |
| (16091) Malchiodi       | 1999 TO152            | 7 oktober 1999    | LINEAR                               |
| (16092) Anudeepgolla    | 1999 TP171            | 10 oktober 1999   | LINEAR                               |
| (16093) -               | 1999 TQ180            | 10 oktober 1999   | LINEAR                               |
| (16094) Scottmccord     | 1999 TQ222            | 2 oktober 1999    | LINEAR                               |
| (16095) Lorenball       | 1999 TA249            | 8 oktober 1999    | CSS                                  |
| (16096) -               | 1999 US6              | 29 oktober 1999   | Beijing Schmidt CCD Asteroid Program |
| (16097) -               | 1999 UE50             | 30 oktober 1999   | CSS                                  |
| (16098) -               | 1999 VR9              | 9 november 1999   | K. Korlević                          |
| (16099) -               | 1999 VQ24             | 15 november 1999  | P. Kušnirák, P. Pravec               |
| (16100) Hausknecht      | 1999 VO30             | 3 november 1999   | LINEAR                               |